# Wanhua Industrial Group
Die Wanhua Industrial Group (englisch) ist ein chinesisches Chemieunternehmen mit Sitz in Yantai, Provinz Shandong. Es ist vor Covestro der weltweit größte Hersteller von Methylendiphenylisocyanaten (MDI) und ein führender TDI-Hersteller. Daneben werden Polyole, thermoplastische Elastomere sowie Acrylate hergestellt.
Wanhua ist der Mutterkonzern von Wanhua Chemical Group und übernahm 2011 das ungarische Chemieunternehmen BorsodChem.